# Sarah von Behren

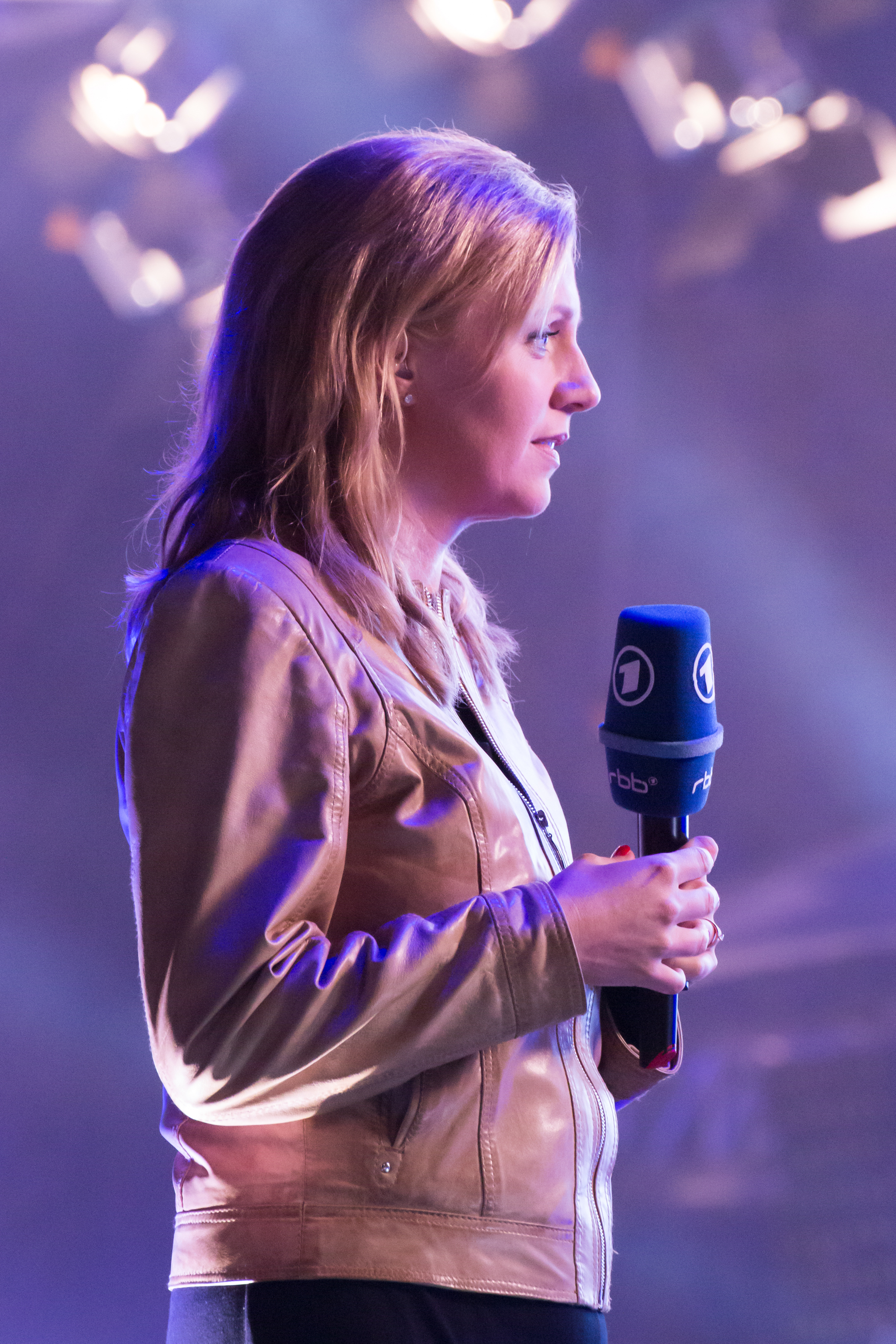
Sarah von Behren auf der Fanmeile Berlin während der Fußball-Weltmeisterschaft 2014

Sarah von Behren, geborene Sarah Beckmann (* 1980 in Osnabrück), ist eine deutsche Sportjournalistin und Moderatorin beim Rundfunk Berlin-Brandenburg (rbb).

## Leben
Ihr Volontariat absolvierte die geborene Beckmann zwischen 2001 und 2003 in München bei Sport1.de, dem DSF und Sat.1 ran. Anschließend arbeitete sie von 2004 bis 2009 für RTL in Köln und moderierte von 2009 bis 2014 die Sport-Formate im rbb, u. a. die Sendung rbb Sportplatz.
Seit 2016 ist Sarah von Behren als Reporterin für die WDR Lokalzeit tätig. 
Sarah von Behren ist mit dem ehemaligen Handball-Nationalspieler Frank von Behren verheiratet.